# Медведевское сельское поселение (Волгоградская область)
Медведевское сельское поселение - сельское поселение в Иловлинском районе Волгоградской области.
Административный центр - хутор Медведев.

## Население
| 2010  | 2012  | 2013  | 2014  | 2015  | 2016  | 2017  |
| ----- | ----- | ----- | ----- | ----- | ----- | ----- |
| 1519  | ↗1520 | ↘1478 | ↘1464 | ↗1486 | ↘1469 | ↗1470 |
| 2018  | 2019  | 2020  | 2021  |       |       |       |
| ↗1472 | ↘1441 | ↘1396 | ↘1355 |       |       |       |

## Состав сельского поселения
| № | Населённый пункт | Тип населённого пункта        | Население |
| - | ---------------- | ----------------------------- | --------- |
| 1 | Заварыгин        | хутор                         | 113       |
| 2 | Медведев         | хутор, административный центр | ↘1255     |
| 3 | Обильный         | посёлок                       | 86        |
| 4 | Рассвет          | посёлок                       | ↘65       |

## Местное самоуправление
Глава поселения
- Гребнев Александр Евгеньевич